# Cornelis Saftleven

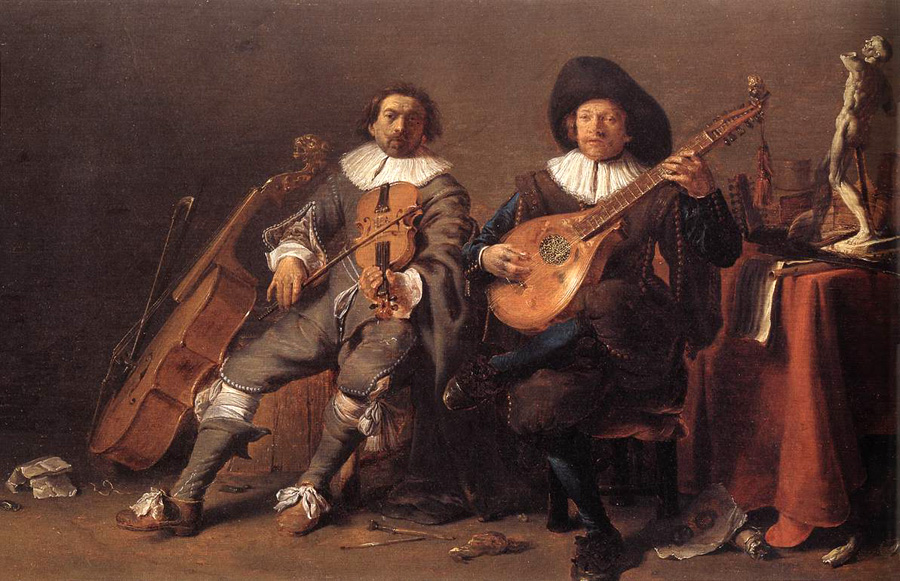
Cornelis Saftleven, Duet (ok. 1635)

Cornelis Saftleven (ur. w 1607 w Gorinchem, zm. 5 czerwca 1681 w Rotterdamie) – holenderski malarz, rysownik i akwaforcista okresu baroku.
Był synem malarza Hermana Saftlevena (1580-1627). Jego dwaj bracia: Abraham Saftleven (ur. 1613) i Herman Saftleven II (1609-1685) również byli malarzami.
Ok. 1632 wyjechał do Antwerpii, ok. 1634 osiedlił się Utrechcie, ok. 1638 powrócił na stałe do Rotterdamu, gdzie w 1667 został dziekanem gildii malarzy.
Malował wiejskie sceny rodzajowe, krajobrazy z pasącym się bydłem oraz dzieła biblijne i mitologiczne. Pozostawał pod wpływem Adriaena Brouwera i Davida Teniersa.

## Wybrane dzieła
- Bogacz zstępujący do piekła (1631) – Warszawa, Muzeum Narodowe
- Duet – Wiedeń, Akademie der Bildenden Kuenste
- Gracze w karty – Berlin, Gemaeldegalerie
- Krajobraz ze zwierzętami – Amsterdam, Rijksmuseum
- Krowy – Wiedeń, Kunsthistorisches Museum
- Merkury i Argos – Sankt Petersburg, Ermitaż
- Muzykujący wieśniacy – Drezno, Gemaeldegalerie
- Orfeusz i Eurydyka u wrót piekieł (1662) – Dijon, Musée Magnin
- Raj – Berlin, Gemaeldegalerie
- Taniec z jajkiem – Warszawa, Muzeum Narodowe
- Zwiastowanie pasterzom (1642) – Monachium, Stara Pinakoteka